# Funky Divas
Funky Divas är En Vogues andra studioalbum, utgivet den 24 mars 1992. Det såldes i fler än fem miljoner exemplar världen över.

## Låtförteckning
| Nr  | Titel                                   | Längd | Kompositör                    |
| --- | --------------------------------------- | ----- | ----------------------------- |
| 1.  | "This Is Your Life"                     | 5:05  | Denzil Foster, Thomas McElroy |
| 2.  | "My Lovin' (You're Never Gonna Get It)" | 4:42  | Foster, McElroy               |
| 3.  | "Hip Hop Lover"                         | 5:13  | Foster, McElroy               |
| 4.  | "Free Your Mind"                        | 4:52  | Foster, McElroy               |
| 5.  | "Desire"                                | 4:01  | Foster, McElroy               |
| 6.  | "Giving Him Something He Can Feel"      | 3:56  | Curtis Mayfield               |
| 7.  | "It Ain't over Till the Fat Lady Sings" | 4:13  | Foster, McElroy               |
| 8.  | "Give It Up, Turn It Loose"             | 5:13  | Foster, McElroy               |
| 9.  | "Yesterday"                             | 2:30  | John Lennon, Paul McCartney   |
| 10. | "Hooked on Your Love"                   | 3:35  | Mayfield                      |
| 11. | "Love Don't Love You"                   | 3:56  | Foster, McElroy               |
| 12. | "What Is Love"                          | 4:19  | Foster, McElroy               |
| 13. | "Thanks (Prayer)"                       | 0:43  | Foster, McElroy               |

## Medverkande
- Terry Ellis
- Cindy Herron
- Maxine Jones
- Dawn Robinson

### Övriga musiker
- Denzil Foster, Thomas McElroy: keyboard, trumprogrammering
- Jinx Jones: elgitarr, akustisk gitarr, elbas
- Michael Fellows: trummor
- Jon Bendich, Juan Escovedo, Peter Michael: percussion
- Chuckii Booker: tal, spoken word
- Wayne Jackson: rap
- Tony George: trumpet
- Les Harris: saxofon
- Chris Mondt: trombon